# Râul Cocoș, Agigea
Râul Cocoș este un curs de apă, care se varsă în ramura Agigea a Canalului Dunăre-Marea Neagră. 